# Polykatianna davidi
Polykatianna davidi är en urinsektsart som först beskrevs av Tillyard 1920.  Polykatianna davidi ingår i släktet Polykatianna och familjen Katiannidae. Inga underarter finns listade i Catalogue of Life.